# Os Indaiás
Os Indaiás é uma escola de samba de Rio Claro.
Oriunda da torcida organizada do Rio Claro Futebol Clube, a agremiação foi fundada como bloco, sendo campeã da categoria em 1980 e 1981. Em 1982, transformou-se em escola de samba, sendo campeã do 2º Grupo logo nesse ano. Pelo primeiro grupo, foi campeã do Júri Imprensa / Povo em 1988, além de grande campeã do Carnaval em 1998.

## Carnavais
| Ano  | Colocação       | Grupo         | Enredo                                                               | Ref./Nota   |
| ---- | --------------- | ------------- | -------------------------------------------------------------------- | ----------- |
| 2006 |                 |               | Ali Babá e os 40 ladrões                                             |             |
| 2006 | desclassificada | 1             | Hoje tem espetáculo                                                  |             |
| 2007 | desclassificada | 1             |                                                                      |             |
| 2008 | 3º lugar        | 2             | Indaiás - 35 anos de glórias                                         |             |
| 2009 | Desclassificada | 2             | Centenário do Rio Claro FC Compositor:Jurandir José da Silva (Corvo) | [ 4 ]       |
| 2012 | desclassificada | blocos-escola | Passeata do Galo Azul                                                | [ 5 ] [ 4 ] |